# 2MASS J08320451-0128360
2MASS J08320451-0128360 ist ein 25 Parsec von der Erde entfernter Brauner Zwerg im Sternbild Wasserschlange. Er wurde 2000 von J. Davy Kirkpatrick et al. entdeckt.